# 9116 Billhamilton
9116 Billhamilton è un asteroide della fascia principale. Scoperto nel 1997, presenta un'orbita caratterizzata da un semiasse maggiore pari a 2,3168745 UA e da un'eccentricità di 0,1206926, inclinata di 3,97010° rispetto all'eclittica.